# Joseph Boussinesq
Joseph Valentin Boussinesq, född den 13 mars 1842 i Saint-André-de-Sangonis, död den 19 februari 1929 i Paris, var en fransk matematiker och fysiker.
Boussinesq studerade vid universitetet i Paris fram till 1867, då han promoverades. Han var professor i strömningslära vid universitetet i Lille och École Centrale de Lille 1872–1886. Åren 1886–1918 var han professor vid universitetet i Paris, först i strömningslära och senare (från 1896) i matematik. Boussinesqs vetenskapliga bidrag gäller särskilt fluiddynamiken. Han tilldelades Ponceletpriset av Franska vetenskapsakademien 1871 och blev ledamot av detta lärda sällskap 1886.